# Pipiza femoralis
Pipiza femoralis är en tvåvingeart som beskrevs av Friedrich Hermann Loew 1866. Pipiza femoralis ingår i släktet gallblomflugor, och familjen blomflugor. Inga underarter finns listade i Catalogue of Life.